# Kicker des Jahres

Logo des Kicker-Sportmagazins

Die Auszeichnung Kicker des Jahres wurde von 1974 bis 2018 jährlich von der deutschen Fachzeitschrift Kicker-Sportmagazin verliehen. In verschiedenen Kategorien wurden Fußballspieler und -trainer aus der Bundesliga mit der Trophäe Das Goldene k ausgezeichnet. Die Ergebnisse basierten auf einer Umfrage unter den Lesern der Zeitschrift und der zugehörigen Internetseite kicker.de. Damit war neben der Leistung auch Sympathie, Fairness und Auftreten des Spielers von Bedeutung.

## Geschichte
Bei der ersten Wahl zum Kicker des Jahres ging es um die Leistungen des Jahres 1974. Die Einführung dieser Leserwahl sollte eine Ergänzung zur Rangliste des deutschen Fußballs sein, die ausschließlich von der Redaktion der Zeitschrift bestimmt wurde, und zur ebenfalls nur unter Sportjournalisten durchgeführten Wahl des Fußballer des Jahres, und so auch die Meinung der Leser und Fans berücksichtigen. 
In der ersten Leserwahl wurden die besten bzw. beliebtesten Spieler in den Kategorien Torhüter, Außenverteidiger, Libero (Ausputzer), Vorstopper, Mittelfeldspieler, Innenstürmer sowie Rechts- und Linksaußen gekürt. In der kicker-Ausgabe 2/1975 vom 6. Januar 1975 wurde der erste Teil der Wahlergebnisse veröffentlicht, die Ergebnisse der weiteren Kategorien folgten in den Wochen darauf. Mehr als 6.200 Leser antworteten dem Aufruf „Wählt die kicker 74!“ und nahmen per Post an der Wahl teil. Schon bei der Ausschreibung der zweiten Leserwahl wurden die Kategorien angepasst und deutlich vereinfacht. Es wurden die besten Spieler auf den Positionen Torhüter, Abwehrspieler, Mittelfeldspieler und Stürmer gesucht. Mehr als 10.000 Zuschriften gingen ein, die Stimmenanzahl betrug 40.481. Im darauffolgenden Jahr wurden die Kategorien erneut angepasst, sie wurden ergänzt um den Libero und erstmals auch um die Wahl zum beliebtesten Trainer. 
Die Anzahl der Teilnehmer stieg in den folgenden Jahren stetig an, so nahmen 1988 mehr als 25.000 Wähler teil. In diesem Jahr wurde erstmals auch die zusätzliche Kategorie Idol des Jahres eingeführt, bei der neben den Bundesligaspielern auch die im Ausland tätigen deutschen Spieler zur Wahl standen. Die Kategorie wurde 1998 wieder abgeschafft.
In den ersten Jahrzehnten wurde die Umfrage stets zum Jahresende für das gesamte vergangene Kalenderjahr erhoben. Ab 1993 erfolgte die Wahl immer nach dem Ende einer Bundesliga-Saison im Sommer jeden Jahres. Aufgrund dieser Umstellung gab es für das Jahr 1992 keine Abstimmung. 
2001 fand das letzte Mal die Wahl zum besten Libero statt, zeitgleich wurde die zusätzliche Kategorie Außenbahn eingeführt und die Mittelfeldkategorie in defensiv und offensiv unterteilt. Ab 2002 orientierten sich die Kategorien dann an denen der Rangliste des deutschen Fußballs und umfassten Torhüter, Innenverteidiger, Außenbahn defensiv und offensiv, Mittelfeld defensiv und offensiv, Stürmer sowie Trainer. 2011 gab es eine erneute Vereinfachung der Kategorien, seitdem wurde das Goldene k in den Kategorien Torhüter, Abwehr, Mittelfeld, Stürmer, Newcomer und Trainer vergeben. 40 Jahre nach der ersten Wahl wurden 2014 mehr als 100.000 Stimmen abgegeben.

## Siegerliste
- Jahr: Jahr der Auszeichnung
- Torhüter: Name des ausgezeichneten Spielers auf der Position Torhüter.
- Abwehr: Name des/der ausgezeichneten Spieler(s)in der Abwehr. In einzelnen Jahren wurden die Abwehrspieler in verschiedene Kategorien unterteilt. Diese sind dann in Klammern angeführt.
- Libero: Name des ausgezeichneten Spielers auf der Position Libero.
- Mittelfeld: Name des/der ausgezeichneten Spieler(s) im Mittelfeld. In einzelnen Jahren wurden die Mittelfeldspieler in verschiedene Kategorien unterteilt. Diese sind dann in Klammern angeführt.
- Stürmer: Name des/der ausgezeichneten Spieler(s) im Angriff. In einzelnen Jahren wurden die Stürmer in verschiedene Kategorien unterteilt. Diese sind dann in Klammern angeführt.
- Trainer: Name des ausgezeichneten Trainers.
- Idol des Jahres/Newcomer: Name des ausgezeichneten Spielers in der Kategorie Idol des Jahres (1988–1998) bzw. in der Kategorie Newcomer für den besten jungen Spieler (seit 2011)

| Jahr | Torhüter              | Abwehr                                                                 | Libero            | Mittelfeld | Stürmer                                                                           | Trainer             | Idol des Jahres/ Newcomer |
| ---- | --------------------- | ---------------------------------------------------------------------- | ----------------- | --- | --------------------------------------------------------------------------------- | ------------------- | ------------------------- |
| 1974 | Rudi Kargus           | Charly Körbel (Vorstopper) Berti Vogts (Außenverteidiger)              | Franz Beckenbauer | Rainer Bonhof | Gerd Müller (Innenstürmer) Josef Pirrung (Rechtsaußen) Sigfried Held (Linksaußen) | -                   | -                         |
| 1975 | Rudi Kargus           | Berti Vogts                                                            | -                 | Herbert Wimmer | Jupp Heynckes                                                                     | -                   | -                         |
| 1976 | Sepp Maier            | Berti Vogts                                                            | Franz Beckenbauer | Rainer Bonhof | Gerd Müller                                                                       | Dettmar Cramer      | -                         |
| 1977 | Sepp Maier            | Berti Vogts                                                            | Manfred Kaltz     | Heinz Flohe | Klaus Fischer                                                                     | Hennes Weisweiler   | -                         |
| 1978 | Sepp Maier            | Bernard Dietz                                                          | Gerd Zewe         | Hansi Müller | Kevin Keegan                                                                      | Jürgen Sundermann   | -                         |
| 1979 | Norbert Nigbur        | Manfred Kaltz                                                          | Bernhard Cullmann | Paul Breitner | Karl-Heinz Rummenigge                                                             | Udo Lattek          | -                         |
| 1980 | Toni Schumacher       | Manfred Kaltz                                                          | Bruno Pezzey      | Hansi Müller | Karl-Heinz Rummenigge                                                             | Karl-Heinz Feldkamp | -                         |
| 1981 | Toni Schumacher       | Manfred Kaltz                                                          | Franz Beckenbauer | Paul Breitner | Karl-Heinz Rummenigge                                                             | Jupp Heynckes       | -                         |
| 1982 | Toni Schumacher       | Karlheinz Förster                                                      | Gerd Strack       | Paul Breitner | Karl-Heinz Rummenigge                                                             | Ernst Happel        | -                         |
| 1983 | Jean-Marie Pfaff      | Karlheinz Förster                                                      | Gerd Strack       | Lothar Matthäus | Karl-Heinz Rummenigge                                                             | Udo Lattek          | -                         |
| 1984 | Toni Schumacher       | Karlheinz Förster                                                      | Matthias Herget   | Uwe Rahn | Klaus Allofs                                                                      | Rolf Schafstall     | -                         |
| 1985 | Toni Schumacher       | Karlheinz Förster                                                      | Matthias Herget   | Uwe Rahn | Rudi Völler                                                                       | Otto Rehhagel       | -                         |
| 1986 | Toni Schumacher       | Guido Buchwald                                                         | Thomas Hörster    | Uwe Rahn | Rudi Völler                                                                       | Jupp Heynckes       | -                         |
| 1987 | Andreas Köpke         | Jürgen Kohler                                                          | Matthias Herget   | Olaf Thon | Jürgen Klinsmann                                                                  | Otto Rehhagel       | -                         |
| 1988 | Raimond Aumann        | Jürgen Kohler                                                          | Klaus Augenthaler | Thomas Häßler | Jürgen Klinsmann                                                                  | Otto Rehhagel       | Thomas Häßler             |
| 1989 | Uli Stein             | Guido Buchwald                                                         | Klaus Augenthaler | Thomas Häßler | Karl-Heinz Riedle                                                                 | Otto Rehhagel       | Jürgen Klinsmann          |
| 1990 | Raimond Aumann        | Jürgen Kohler                                                          | Manfred Binz      | Stefan Reuter (Defensiv) Andreas Möller (Offensiv)                                                                     | Brian Laudrup                                                                     | -                   | Lothar Matthäus           |
| 1991 | Bodo Illgner          | Martin Kree                                                            | Manfred Binz      | Guido Buchwald (Defensiv) Andreas Möller (Offensiv)                                                                    | Stéphane Chapuisat                                                                | Karl-Heinz Feldkamp | Lothar Matthäus           |
| 1992 | -                     | -                                                                      | -                 | - | -                                                                                 | -                   | -                         |
| 1993 | Andreas Köpke         | Guido Buchwald                                                         | Olaf Thon         | Matthias Sammer | Stéphane Chapuisat                                                                | Ottmar Hitzfeld     | Lothar Matthäus           |
| 1994 | Oliver Kahn           | Guido Buchwald                                                         | Lothar Matthäus   | Mario Basler | Anthony Yeboah                                                                    | Franz Beckenbauer   | Lothar Matthäus           |
| 1995 | Andreas Köpke         | Júlio César                                                            | Matthias Sammer   | Mario Basler | Heiko Herrlich                                                                    | Volker Finke        | Jürgen Klinsmann          |
| 1996 | Andreas Köpke         | Jürgen Kohler                                                          | Matthias Sammer   | Mehmet Scholl | Jürgen Klinsmann                                                                  | Ottmar Hitzfeld     | Rudi Völler               |
| 1997 | Oliver Kahn           | Jürgen Kohler                                                          | Olaf Thon         | Dariusz Wosz | Ulf Kirsten                                                                       | Klaus Toppmöller    | Oliver Bierhoff           |
| 1998 | Oliver Kahn           | Christian Wörns                                                        | Lothar Matthäus   | Ciriaco Sforza | Olaf Marschall                                                                    | Otto Rehhagel       | Oliver Bierhoff           |
| 1999 | Oliver Kahn           | Samuel Kuffour                                                         | Lothar Matthäus   | Stefan Effenberg | Michael Preetz                                                                    | Ottmar Hitzfeld     | -                         |
| 2000 | Oliver Kahn           | Robert Kovač                                                           | Jens Nowotny      | Stefan Effenberg | Martin Max                                                                        | Ottmar Hitzfeld     | -                         |
| 2001 | Oliver Kahn           | Tomasz Wałdoch (Verteidiger) Bixente Lizarazu (Außenbahn)              | Jens Nowotny      | Jens Jeremies (Defensiv) Mehmet Scholl (Offensiv)                                                                      | Ebbe Sand                                                                         | Ottmar Hitzfeld     | -                         |
| 2002 | Oliver Kahn           | Lúcio (Innenverteidiger) Bixente Lizarazu (Außenbahn defensiv)         | -                 | Michael Ballack (Mittelfeld defensiv) Tomáš Rosický (Mittelfeld offensiv) Zé Roberto (Außenbahn offensiv)              | Márcio Amoroso                                                                    | Klaus Toppmöller    | -                         |
| 2003 | Oliver Kahn           | Thomas Linke (Innenverteidiger) Arne Friedrich (Außenbahn defensiv)    | -                 | Michael Ballack (Mittelfeld defensiv) Krassimir Balakow (Mittelfeld offensiv) Paul Freier (Außenbahn offensiv)         | Fredi Bobic                                                                       | Felix Magath        | -                         |
| 2004 | Timo Hildebrand       | Valérien Ismaël (Innenverteidiger) Philipp Lahm (Außenbahn defensiv)   | -                 | Fabian Ernst (Mittelfeld defensiv) Johan Micoud (Mittelfeld offensiv) Bastian Schweinsteiger (Außenbahn offensiv)      | Aílton                                                                            | Thomas Schaaf       | -                         |
| 2005 | Roman Weidenfeller    | Lúcio (Innenverteidiger) Bixente Lizarazu (Außenbahn defensiv)         | -                 | Fabian Ernst (Mittelfeld defensiv) Marcelinho (Mittelfeld offensiv) Bastian Schweinsteiger (Außenbahn offensiv)        | Roy Makaay                                                                        | Jürgen Klopp        | -                         |
| 2006 | Robert Enke           | Lúcio (Innenverteidiger) Philipp Lahm (Außenbahn defensiv)             | -                 | Torsten Frings (Mittelfeld defensiv) Michael Ballack (Mittelfeld offensiv) Bastian Schweinsteiger (Außenbahn offensiv) | Miroslav Klose                                                                    | Hans Meyer          | -                         |
| 2007 | Manuel Neuer          | Marcelo Bordon (Innenverteidiger) Marcell Jansen (Außenbahn defensiv)  | -                 | Torsten Frings (Mittelfeld defensiv) Diego (Mittelfeld offensiv) Bernd Schneider (Außenbahn offensiv)                  | Theofanis Gekas                                                                   | Armin Veh           | -                         |
| 2008 | René Adler            | Martín Demichelis (Innenverteidiger) Philipp Lahm (Außenbahn defensiv) | -                 | Simon Rolfes (Mittelfeld defensiv) Diego (Mittelfeld offensiv) Franck Ribéry (Außenbahn offensiv)                      | Luca Toni                                                                         | Ottmar Hitzfeld     | -                         |
| 2009 | Robert Enke           | Josip Šimunić (Innenverteidiger) Philipp Lahm (Außenbahn defensiv)     | -                 | Josué (Mittelfeld defensiv) Zvjezdan Misimović (Mittelfeld offensiv) Franck Ribéry (Außenbahn offensiv)                | Grafite                                                                           | Felix Magath        | -                         |
| 2010 | Hans Jörg Butt        | Mats Hummels (Innenverteidiger) Philipp Lahm (Außenbahn defensiv)      | -                 | Bastian Schweinsteiger (Mittelfeld defensiv) Mesut Özil (Mittelfeld offensiv) Arjen Robben (Außenbahn offensiv)        | Edin Džeko                                                                        | Louis van Gaal      | -                         |
| 2011 | Manuel Neuer          | Mats Hummels                                                           | -                 | Nuri Şahin | Mario Gómez                                                                       | Jürgen Klopp        | Mario Götze               |
| 2012 | Marc-André ter Stegen | Mats Hummels                                                           | -                 | Marco Reus | Klaas-Jan Huntelaar                                                               | Jürgen Klopp        | David Alaba               |
| 2013 | Roman Weidenfeller    | Dante                                                                  | -                 | Franck Ribéry | Robert Lewandowski                                                                | Jupp Heynckes       | Kevin De Bruyne           |
| 2014 | Manuel Neuer          | Mats Hummels                                                           | -                 | Marco Reus | Robert Lewandowski                                                                | Jürgen Klopp        | Erik Durm                 |
| 2015 | Manuel Neuer          | Jérôme Boateng                                                         | -                 | Kevin De Bruyne | Robert Lewandowski                                                                | Jürgen Klopp        | Davie Selke               |
| 2016 | Manuel Neuer          | Jérôme Boateng                                                         | -                 | Thomas Müller | Robert Lewandowski                                                                | Dirk Schuster       | Julian Weigl              |
| 2017 | Manuel Neuer          | Philipp Lahm                                                           | -                 | Ousmane Dembélé | Pierre-Emerick Aubameyang                                                         | Julian Nagelsmann   | Ousmane Dembélé           |
| 2018 | Sven Ulreich          | Naldo                                                                  | -                 | James Rodríguez | Nils Petersen                                                                     | Jupp Heynckes       | Amine Harit               |